# Ештадіу душ Аркуш
«Ештадіу душ Аркуш» (порт. Estádio dos Arcos) — футбольний стадіон у Віла-ду-Конді, Португалія, домашня арена ФК «Ріу Аве».

## Опис
Стадіон побудований у 1984 році, відкритий у 1985 році. До цього часу місткість стадіону поступово було збільшено з 9 065 до 12 820 глядачів.
Арена має офіційну назву «Ештадіу ду Ріу Аве».